# کنستانس مور
کنستانس مور (انگلیسی: Constance Moore؛ ۱۸ ژانویهٔ ۱۹۲۰ – ۱۶ سپتامبر ۲۰۰۵) هنرپیشه و خواننده اهل آمریکا بود.
وی بازیگر فیلم‌هایی همچون آتلانتیک سیتی بوده است.